# Lužice (district d'Olomouc)
Pour les articles homonymes, voir Lužice.
Lužice (en allemand : Luschitz) est une commune du district et de la région d'Olomouc, en République tchèque. Sa population s'élevait à 407 habitants en 2023.

## Géographie
Lužice se trouve à 3,2 km au sud-ouest de Šternberk, à 13,5 km au nord d'Olomouc, à 75 km au nord-est de Brno et à 207 km à l'est-sud-est de Prague.
La commune est limitée par Babice au nord, par Šternberk à l'est, par Štarnov et Štěpánov au sud, et par Hnojice à l'ouest.

## Histoire
La première mention écrite de la localité date de 1141.

## Transports
Par la route, Lužice se trouve à 3,7 km de Šternberk, à 16 km d'Olomouc et à 241 km de Prague.